# Skudra
Skudra (grč. Σκύδρα; iz perz. Skudra), satrapija Ahemenidskog Perzijskog Carstva smještena u Europi od kasnih 510-ih do 479. ili 465. pr. Kr. Postojanje ove upravne jedinice nižeg značaja ovjereno je na perzijskim klinopisima u Nakš-e Rustamu odnosno egipatskim epigrafskim zapisima, a najčešće se identificira s Trakijom s obzirom na to da perzijski izvori navode kako su je naseljavala tri naroda: Saka Paradraja (Skiti), Jauna Takabara (Grci ili Makedonci), te Skudre (najvjerojatnije Tračani). Ova područja osvojio je Darije I. Veliki oko 512. pr. Kr., dok je kasnije perzijski general Mardonije dvadeset godina kasnije pripojio i Makedonsko kraljevstvo.

## Poveznice
- Tračani